# Église Saint-Aventin de Creney-près-Troyes
L'église Saint-Aventin est une église située à Creney-près-Troyes, en France.

## Présentation

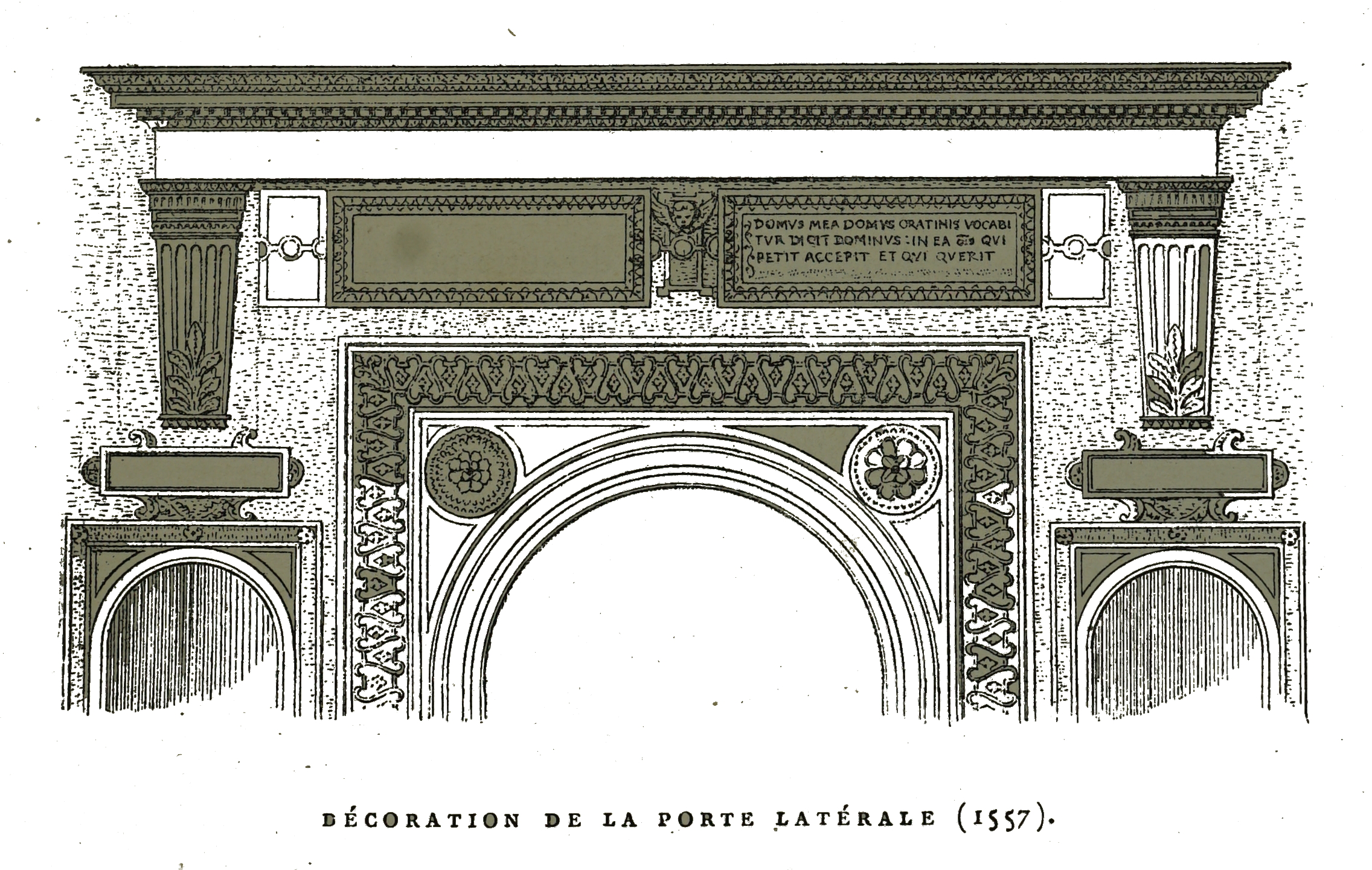
Détail de porte latérale par Charles Fichot.

L'église est située sur la commune de Creney-près-Troyes, dans le département français de l'Aube. C'était une paroisse de l'archiprêtrise de Troyes. Elle dépendait du chapitre Saint-Pierre depuis une donation de l'évêque Haton ; elle dépendait ensuite de l'hospice Saint-Nicolas de Troyes à partir de 1208. Elle devint un prieuré-cure de Saint-Augustin au XVIIIe siècle. L'édifice est du XIIe siècle pour une part du portail et la base de la tour, du XVIe siècle pour la plus grande part. Le portail est en majorité du XIXe siècle. L'abside à trois pans est voutée. 
Elle est classée au titre des monuments historiques en 1907.
Elle a parmi son mobilier :
- deux statues du XIIe siècle soit une Vierge à l'enfant en calcaire polychrome[2] et une autre avec donateurs[3].
- la dalle funéraire[4] du XIVe siècle ayant pour mention CY GISENT HONORABLES PERSON[N]ES ET SAGES MAISTRES/ JEHAN DE CRENEY, CLERS, MAISTRES ES ARS ET DAME MARGUERITE DE BRUILLECOURT, SA FE[M]ME, LEQUEL MAISTRE JEHAN TRESPAS/SA L'AN 1329 LE XXII JOUR DE FEVRIER ET LA DITTE DAME/ MARGUERITE L'AN 1375 LE PREMIER JOUR DU MARS. DIEUX/ LEUR FACE PARDON DE LEURS PECCHIEZ. AMEN.
- Une statue en bois polychrome du XVIe siècle de l'Éducation de la Vierge[5].
- Une série de peintures monumentales d'apôtres[6] qui sont du XVIe siècle.
- Un groupe sculpté du XVIe siècle  de la Vierge de Pitié[7].
- Un reliquaire d'Aventin qui sont dans un reliquaire du XVIe siècle qui est un don du chapitre Saint-Étienne en 1605[8].

### Prieurs
- 1715 : Louis Béguin,
- 1756 : Michelin,
- 1761 : Jean-Remi Cloquet,
- 1789 : Henri Michelin.

## En images

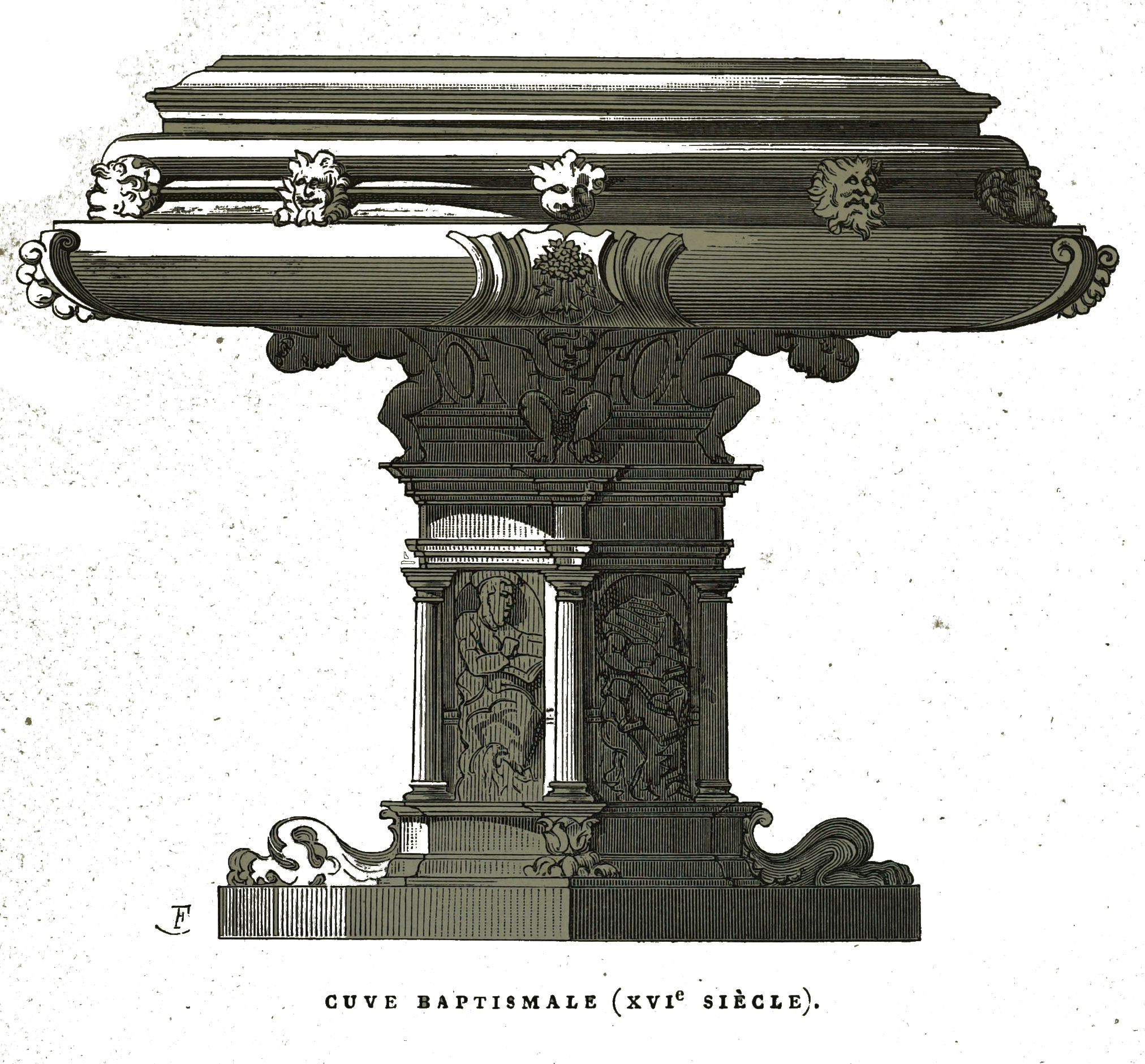
Fonts baptismaux[9],
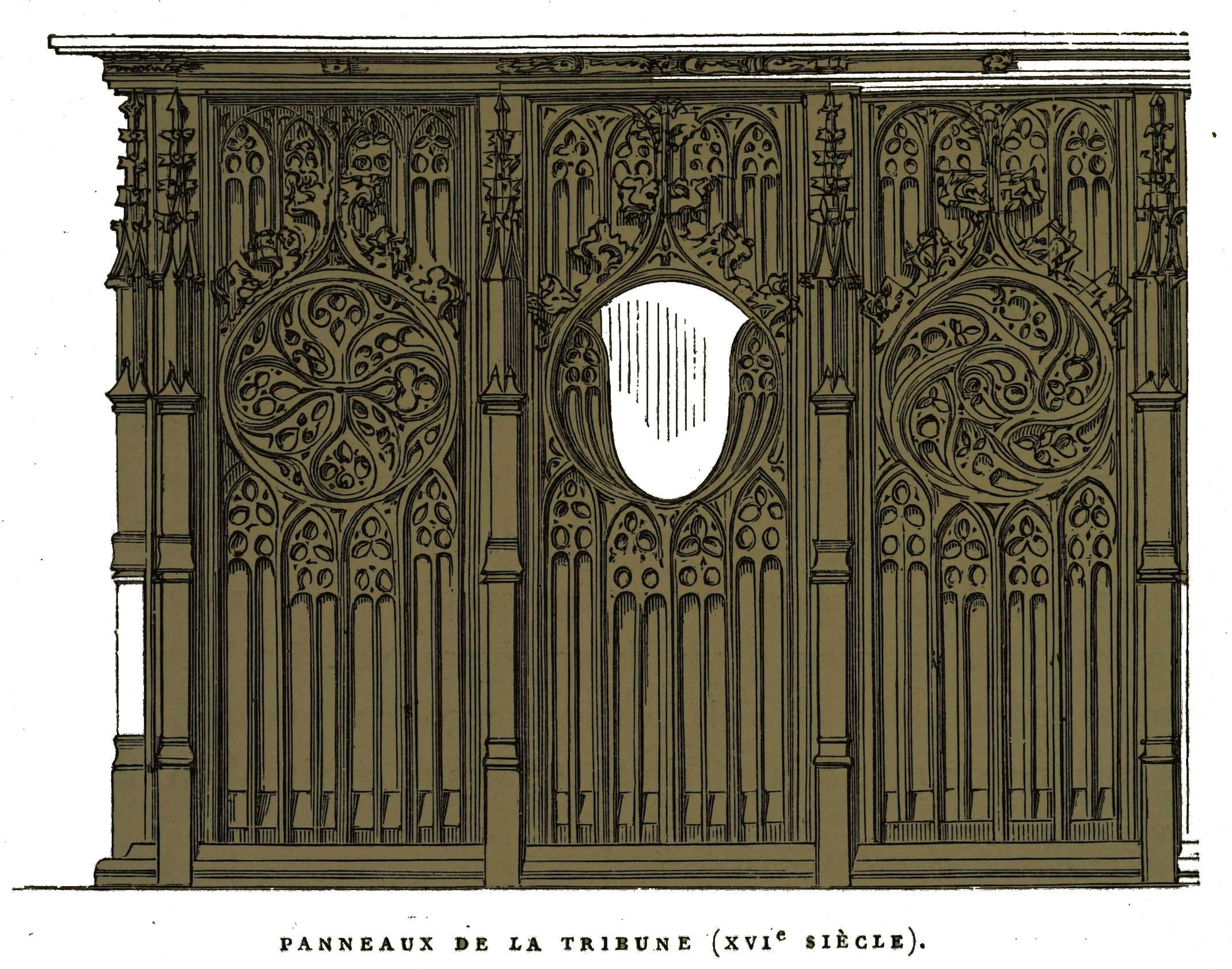
tribune,
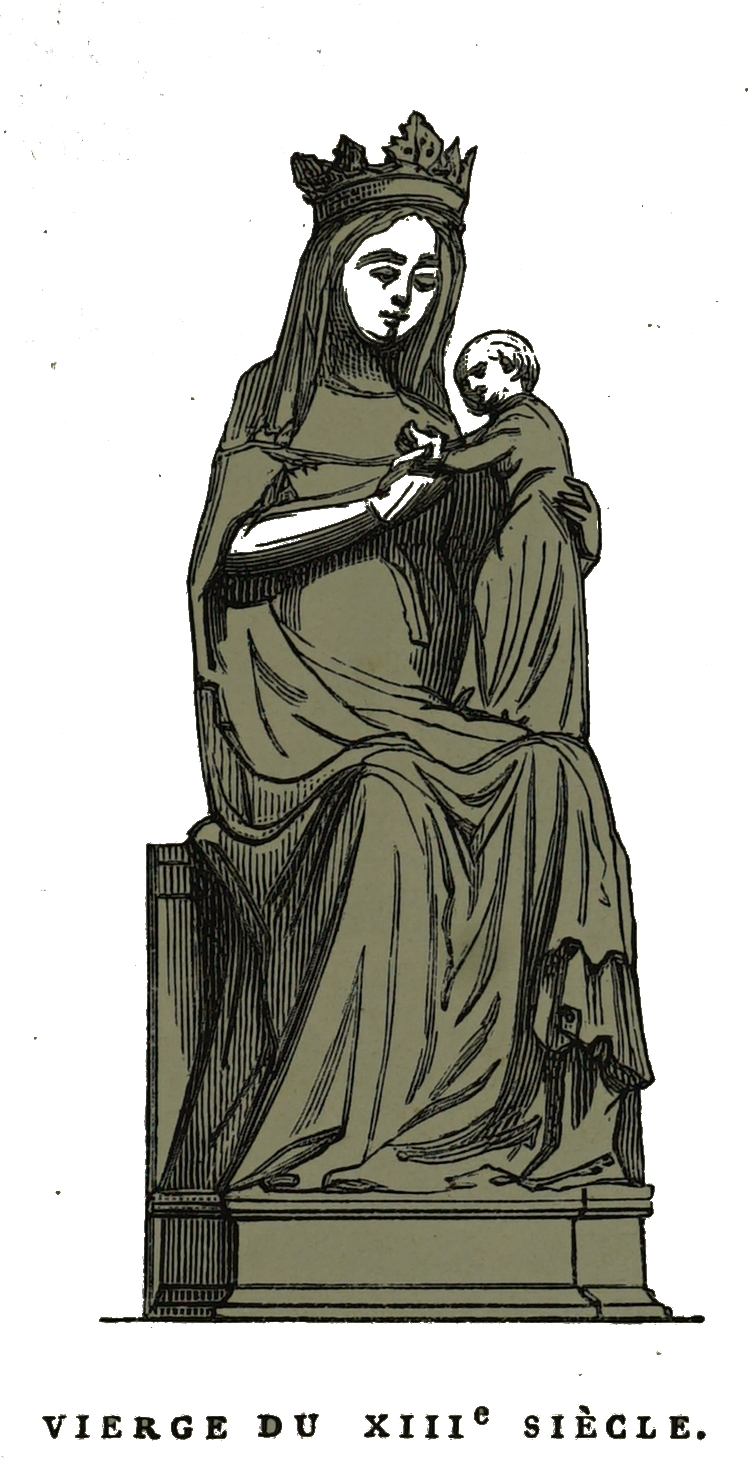
Marie à l'enfant[2],
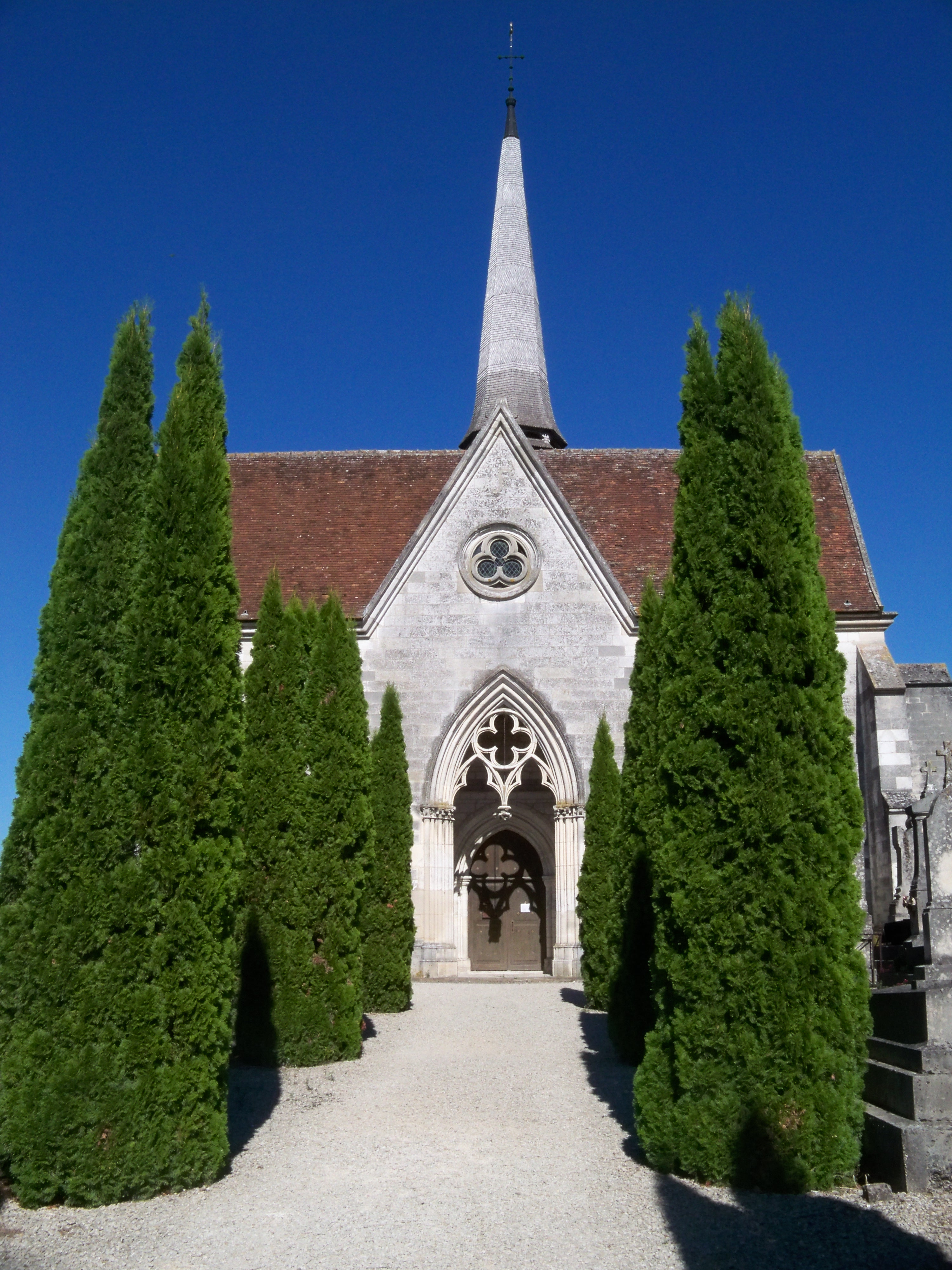
sa tour,
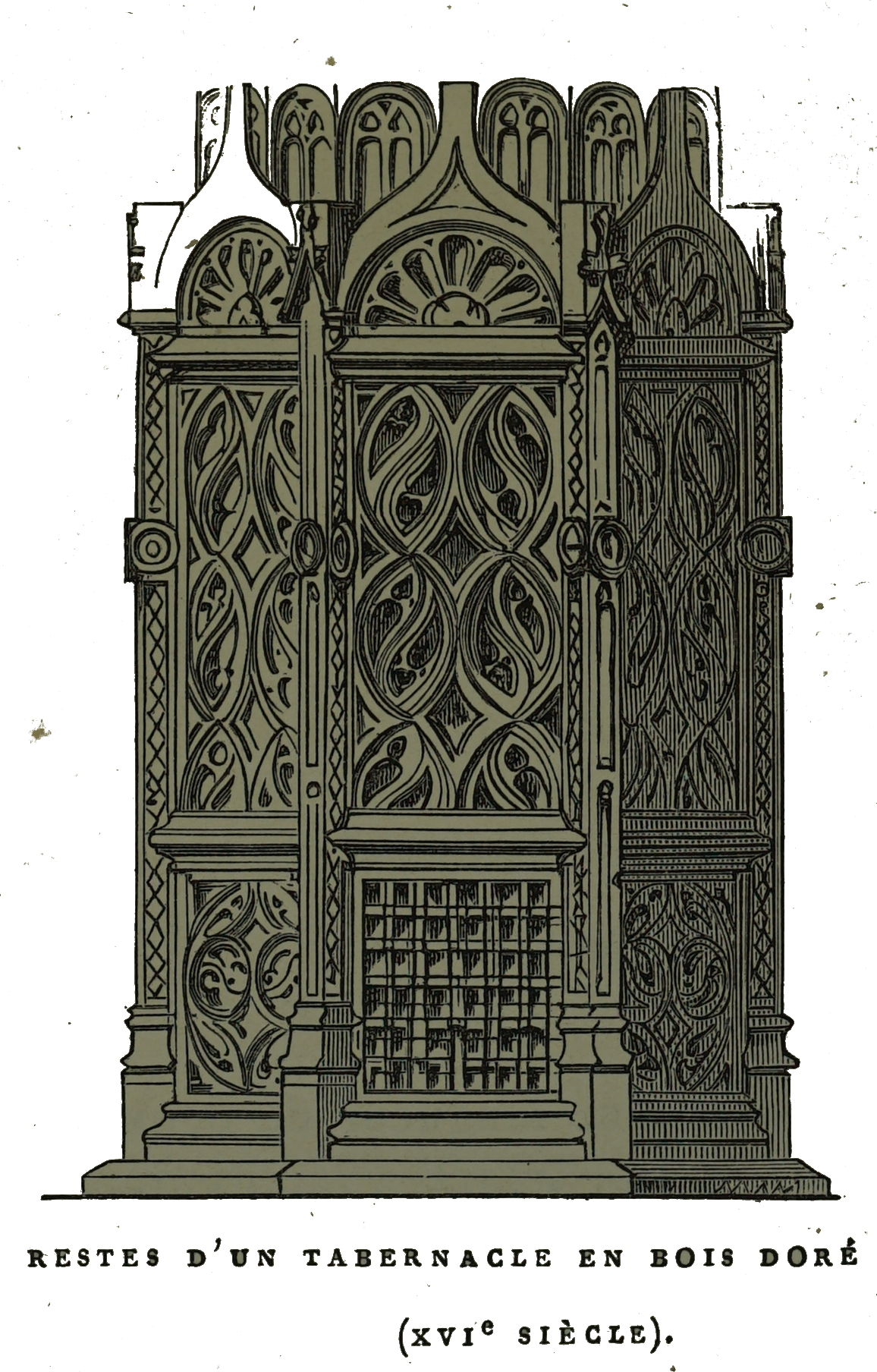
tabernacle XVIe siècle intégré dans un autel XIXe[10],
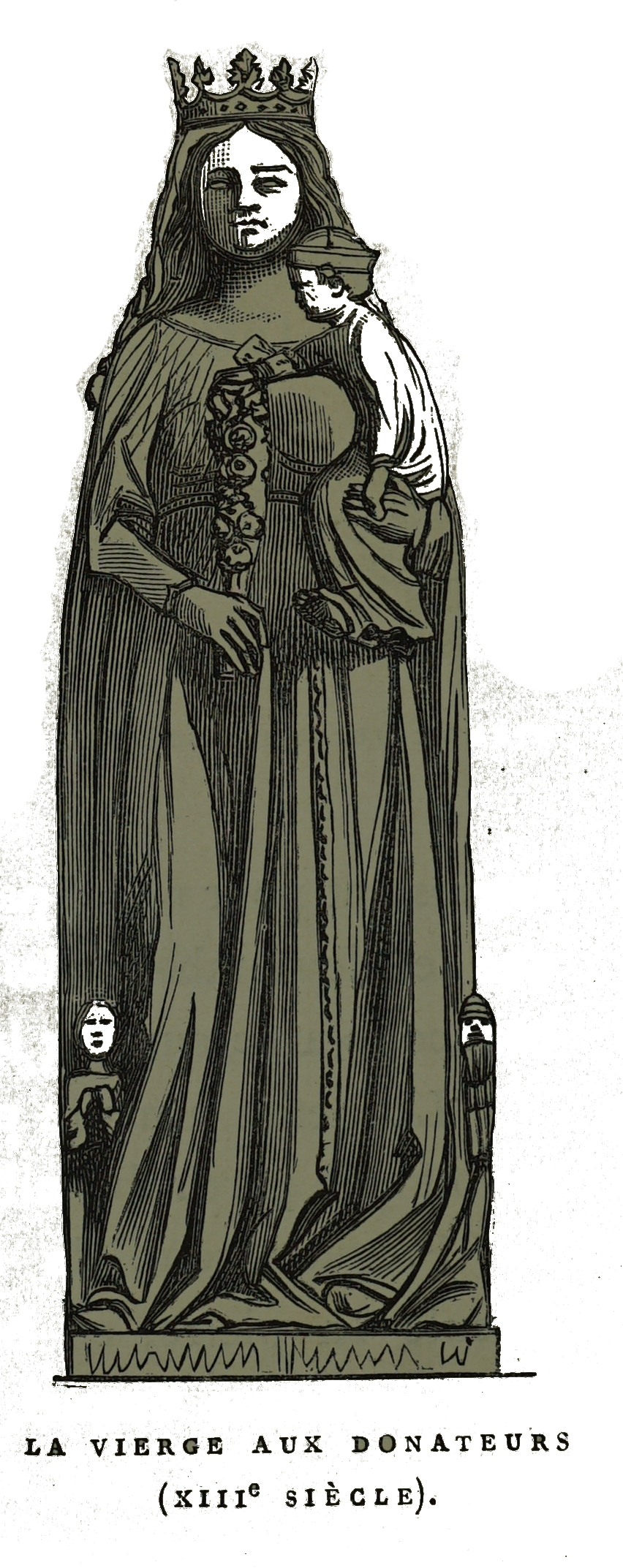
Marie et donateur[3],
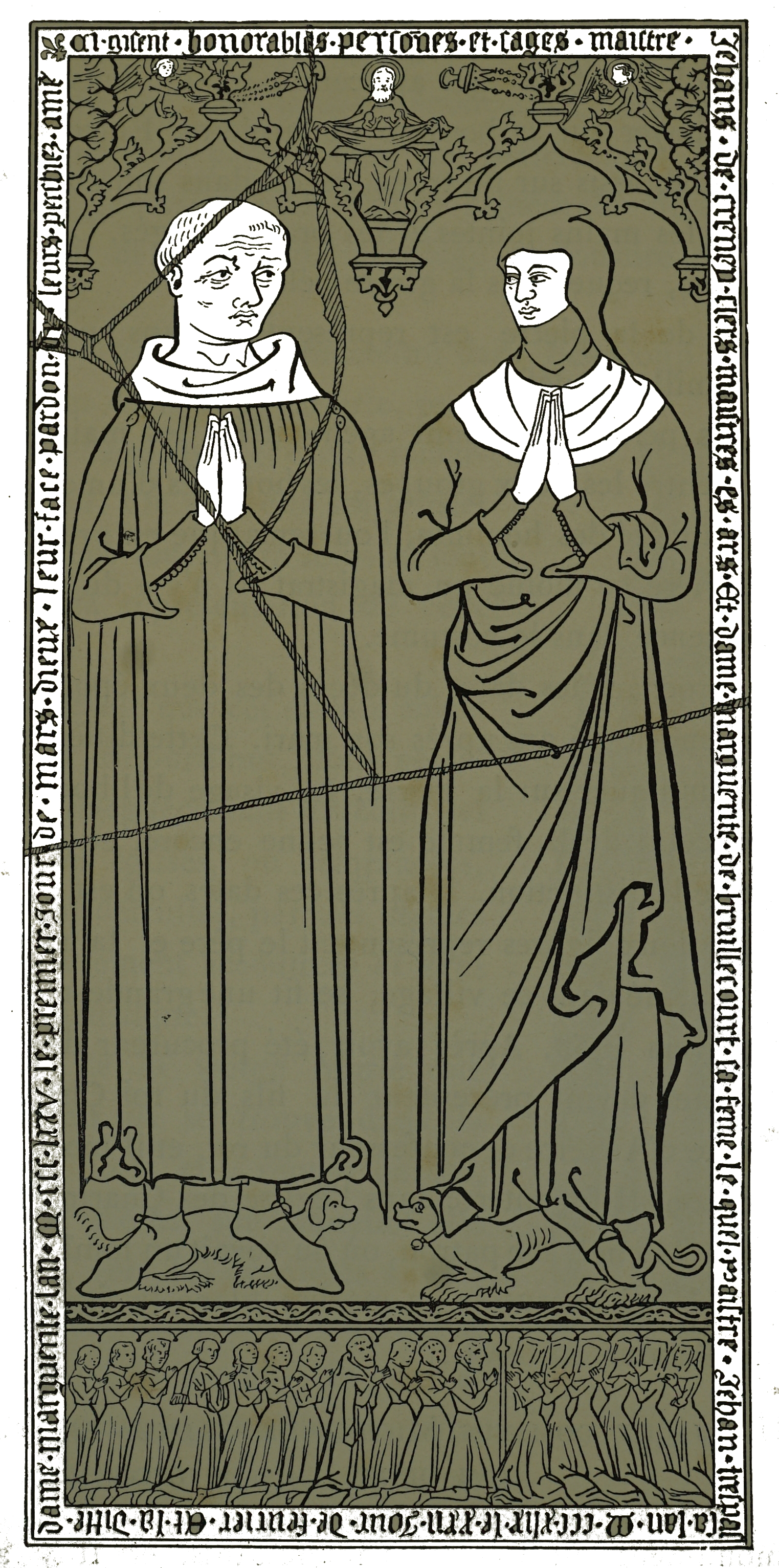
dalle funéraire.

### Liensexternes
- Ressources relatives à la religion :   - Clochers de France
  - Observatoire du patrimoine religieux
- Ressource relative à l'architecture :   - Mérimée